# Limbi irocheze

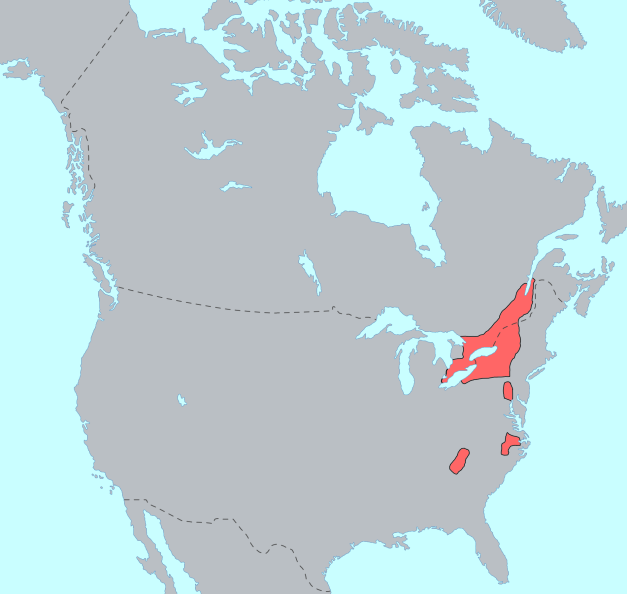
Harta răspândirii limbilor irocheze înainte de sosirea europenilor.

Limbile irocheze reprezintă o familie de limbi vorbite de indigenii din Statele Unite și cei din Canada. Acestea sunt cunoscute, în general, pentru lipsa lor de consoane labiale. Limbile irocheze sunt microgestuale și head-marking.
Astăzi, limbile irocheze, cu excepția limbilor Cherokee și Mohawk, sunt grav amenințate de dispariție, având rămași doar câțiva vorbitori.

## Diviziuni ale familiei de limbi
Irocheză sudică
Cherokee
Irocheză nordică
Lacurile Irocheze
Cinci Națiuni și Susquehannock
Seneca–Onondaga
Seneca–Cayuga
Seneca (grav amenințată de dispariție)
Cayuga (grav amenințată de dispariție)
Onondaga
Onondaga (grav amenințată de dispariție)
Mohawk–Oneida
Oneida (grav amenințată de dispariție)
Mohawk
Susquehannock
Susquehannock (†)
Huronian
Wyandot (Huron–Petun) (†)
Wenrohronon (†)
Neutral (†)
Erie (†)
Tuscarora–Nottoway
Tuscarora (aproape dispărută)
Nottoway (†)
Incert
Laurentiană (†)
Oamenii de știință au descoperit că limba Laurentiană pare să aibă mai multe dialecte sau limbi.
În 1649, triburile ce alcătuiau confederațiile Huron și Petun au fost alungate de către forțele militare ale Celor Cinci Națiuni (Mithun 1985). Mulți dintre supraviețuitori s-au adunat, formând, în cele din urmă, tribul wyandot. Descoperirile etnografice și de lingvistică de la siturile Wyandot (Barbeau 1960) au generat suficientă documentație ca oamenii de știință să caracterizeze și clasifice Huron și Petun drept limbi.
Limbile triburilor ce alcătuiau Wenrohronon, Neutral și Erie, au fost foarte slab documentate. Ele au fost grupate, din punct de vedere istoric, sub denumirea Atiwandaronk, însemnând „cei care înțeleg limba” de către huroni.
Grupul cunoscut sub numele de Meherrin s-ar fi învecinat cu Tuscarora și Nottoway (Binford 1967) în sudul Americii și ar fi vorbit o limbă irocheză. Nu există date suficiente pentru a se determina acest lucru cu certitudine.

## Relații externe
Încercările de a lega limbile irocheză, siouană, și caddoană într-o familie macro-siouană sunt sugestive, dar rămân nedovedite (Mithun 1999:305).

## Lingvistică irocheză și revitalizarea limbii
Începând din 2012, programul de lingvistică irocheză din cadrul Universității din Syracuse, Certificare în lingvistică irocheză pentru cei care învață limbi străine, este conceput pentru studenți și profesori din domeniul revitalizării limbilor.
Six Nations Polytechnic din Ohsweken, Ontario, oferă Diplome de limbă Ogwehoweh și Programe de studii în Mohawk sau Cayuga.